# Lhazê

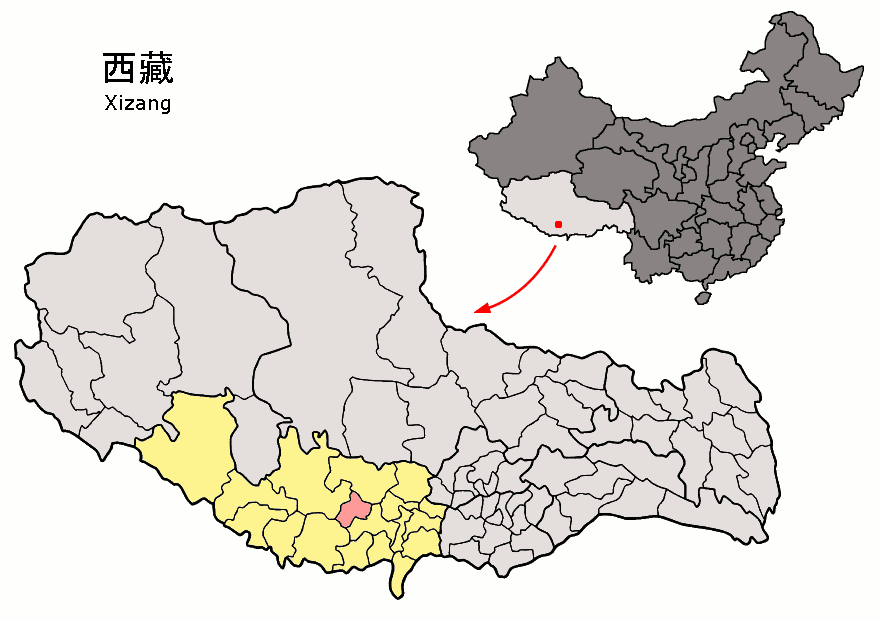
Lage des Kreises Lhazê (rosa) im Verwaltungsgebiet der Stadt Xigazê (gelb)

Lhazê (tibetisch: ལྷ་རྩེ་རྫོང་, Umschrift nach Wylie: lha rtse rdzong, auch Lhatse Dzong; chinesisch 拉孜县, Pinyin Lāzī Xiàn) ist ein Kreis der bezirksfreien Stadt Xigazê im Autonomen Gebiet Tibet der Volksrepublik China. Die Fläche beträgt 4.495 Quadratkilometer und die Einwohnerzahl 56.355 (Stand: Zensus 2020). 1999 zählte er 47.252 Einwohner.

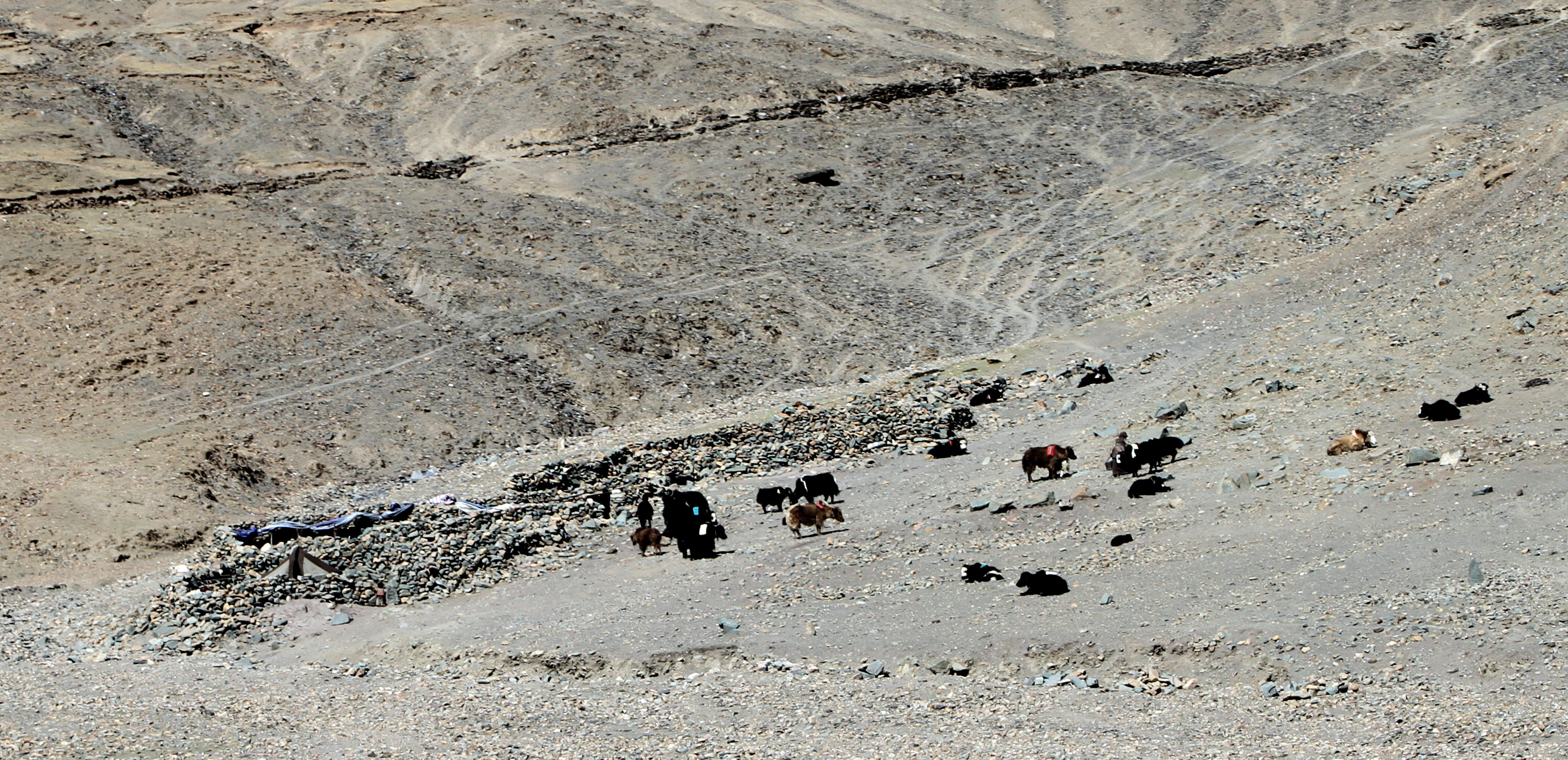
Yakherde im Kreis Lhazê

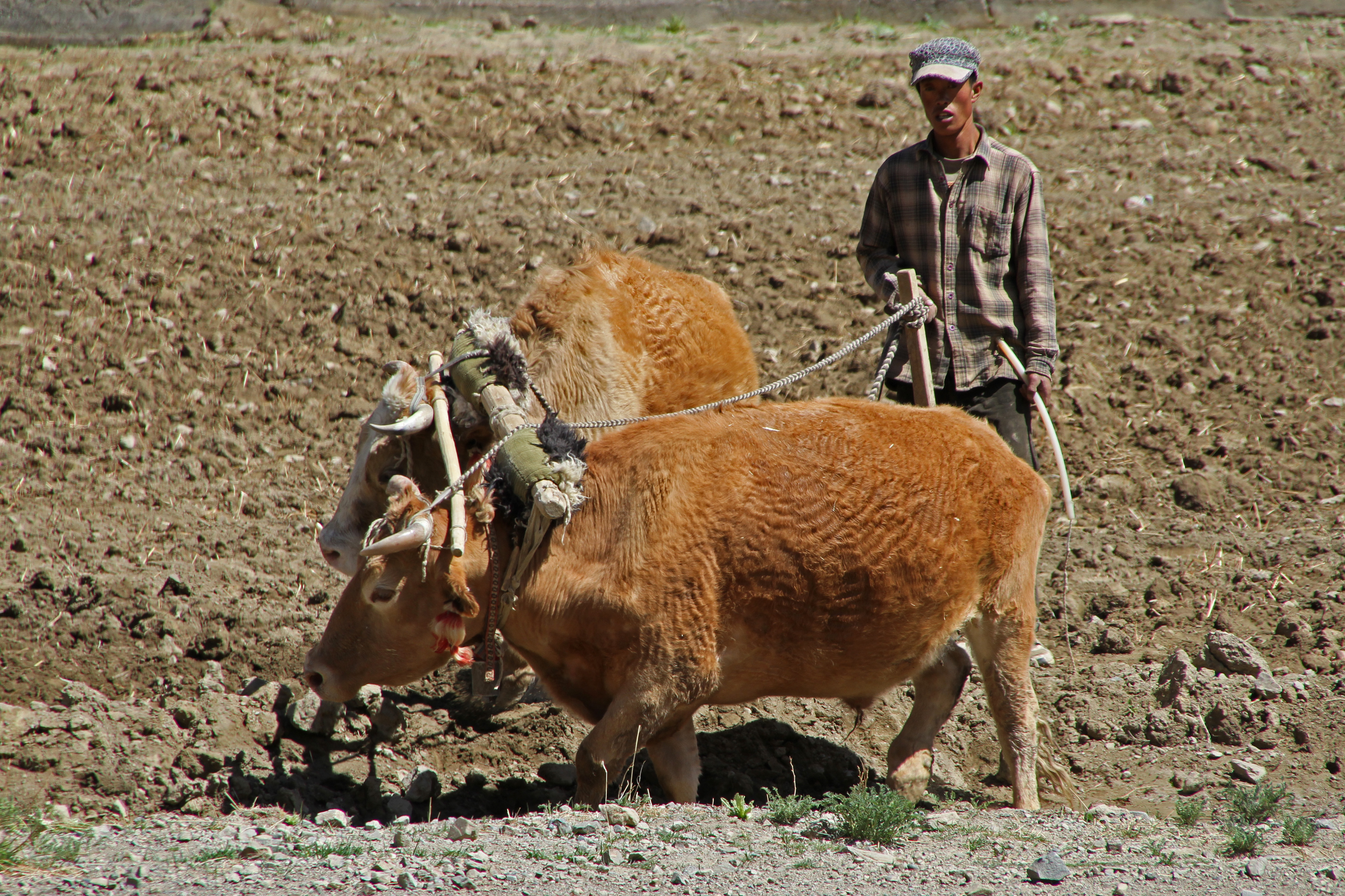
Pflügen mit einem Ochsengespann

## Administrative Gliederung
Auf Gemeindeebene setzt sich der Kreis aus zwei Großgemeinden und neun Gemeinden zusammen:
- Großgemeinde Quxar 曲下镇
- Großgemeinde Lhazê 拉孜镇

- Gemeinde Zhaxizom 扎西宗乡
- Gemeinde Qoima 曲玛乡
- Gemeinde Püncogling 彭措林乡
- Gemeinde Zhaxigang 扎西岗乡
- Gemeinde Liu 柳乡
- Gemeinde Resa 热萨乡
- Gemeinde Mangpu 芒普乡
- Gemeinde Xiqên 锡钦乡
- Gemeinde Chau 查务乡

## Verschiedenes
Die Chamuqên-Gräbergruppen aus der Zeit der tibetischen Monarchie und das ehemals zur Jonang-Schule gehörende, im 14. Jahrhundert gegründete Kloster Tagten Phüntshog Ling stehen seit 2006 auf der Liste der Denkmäler der Volksrepublik China.